# Transmodernidad
Transmodernidad es un concepto puesto en circulación por primera vez por la filósofa española Rosa María Rodríguez Magda en 1989 en su libro La sonrisa de Saturno, luego desarrollado en El modelo Frankenstein, y concretando su teorización en Transmodernidad.
La «cultura transmoderna» parte de la percepción del presente común a diversos autores y a la que han denominado de diferentes maneras ofreciendo también respuestas variadas, como puedan ser «el capitalismo tardío» de Fredric Jameson, «la modernidad líquida» de Zygmunt Bauman, o «el desierto de lo real» de Zizek. Mientras algunos constatan lo que tiene de ruptura con la fase moderna y postmoderna, no dejan otros de postular una continuidad, lo que, según Rodríguez Magda, empaña la percepción del cambio de paradigma que debe servirnos para perfilar las armas conceptuales con las que enfrentarnos a nuestra contemporaneidad.
Según expone la autora en los libros arriba citados, resulta caduca la afirmación postmoderna de la imposibilidad de «Grandes Relatos» (Lyotard), si existe un nuevo «Gran Relato»: la globalización. Un «Nuevo Gran Relato» que no obedece al esfuerzo teórico o socialmente emancipador de las metanarrativas modernas, sino al efecto inesperado de las tecnologías de la comunicación, la nueva dimensión del mercado y de la geopolítica. Globalización económica, política, informática, social, cultural, ecológica..., donde todo está interconectado, configurando un magma fluctuante, difuso, pero inexpugnablemente totalizador. Es necesario, por tanto, contemplar la configuración del presente con sus modificaciones a partir de un nuevo paradigma. Más que el prefijo «post» sería el de «trans» el más apropiado para caracterizar la situación, dado que connota la forma actual de transcender los límites de la modernidad, nos habla de un mundo en constante transformación, basado no solo en los fenómenos transnacionales, sino en el primado de la transmisibilidad de información en tiempo real, atravesado de transculturalidad, en el que la creación remite a una transtextualidad y la innovación artística se piensa como transvanguardia. Así pues, si a la sociedad industrial correspondía la cultura moderna, y a la sociedad postindustrial la cultura postmoderna, a una sociedad globalizada le corresponde un tipo de cultura que Rodríguez Magda denomina «transmoderna».
La transmodernidad no es una meta sino la descripción de la situación en que nos hallamos, un punto de no retorno ante nuestras antiguas certezas, pero también una asfixia que pugna por salir de la banalidad. Tiene pues una vertiente descriptiva, cuya constatación no hemos elegido, de análisis de los fenómenos sociales, gnoseológicos, vivenciales; una exigencia de conocimiento y un anhelo de ir más allá en la superación de los límites que hoy nos atrapan.
La eclosión de lo virtual nos sitúa, tras la muerte de la antigua metafísica, en los retos de una nueva ciberontología, de la hegemonía de la razón digital. Pero no se trata de la celebración eufórica, sin compromiso ético y político, de una supuesta muerte de la realidad, sino de la necesaria consideración de cómo la realidad material ha sido amplificada y modificada por la realidad virtual. Ello no puede recluirnos en el reino de los signos; tras las aportaciones de la semiótica, que leía la realidad como conjunto de significantes, debe abrirse todo un campo a la «semiurgia», o análisis de cómo los signos generan realidad, desarrollando igualmente una «simulocracia», esto es el estudio de cómo los simulacros producen espacios y efectos de poder.
El prefijo «trans» connota no solo los aspectos de transformación, sino también la necesaria transcendencia de la crisis de la modernidad, retomando sus retos pendientes, tanto éticos y políticos (igualdad, justicia, libertad, etc.), pero asumiendo las críticas postmodernas.

## Otras acepciones
Posteriormente a la teorización de Rodríguez Magda podemos encontrar a otros autores que han utilizado el término, si bien con un sentido distinto.
El filósofo argentino Enrique Dussel, en su libro Postmodernidad, transmodernidad (1999) lo sitúa en el contexto de la Filosofía de la Liberación y la indagación sobre la identidad latinoamericana, entendiendo por teorías transmodernas aquellas que, procedentes del tercer mundo, reclaman un lugar propio frente a la modernidad occidental, incorporando la mirada del otro postcolonial subalterno.
El concepto estricto de trans-moderno quiere indicar esa radical novedad que significa la irrupción, como desde la Nada, desde Exterioridad alterativa de lo siempre Distinto, de culturas universales en proceso de desarrollo, que asumen los desafíos de la Modernidad, y  aún de la Post-modernidad europeo-norteamericana, pero que responden desde otro lugar, other Location. Desde el lugar de sus propias experiencias culturales, distinta a la europeo-norteamericana, y por ello con capacidad de responder con soluciones imposibles para sola cultura moderna.
Por otro lado, ha aparecido la noción de transmodernidad esporádicamente en el marco de encuentros relacionados con la cultura de la paz, el diálogo intercultural o la filosofía del derecho. Especialmente Marc Luyckx ha reiterado el concepto, utilizándolo a partir de 1998 del seminario Gouvernance et Civilisations que coordinó en Bruselas, organizado por La Célula de Prospectiva de la Comunidad Europea, en colaboración con la World Academy of Arts and Sciences. Según él lo aplica, la transmodernidad pretendería una síntesis entre posturas premodernas y modernas, constituyendo un modelo en el que se acepta la coexistencia de ambas, con el fin de compatibilizar la noción de progreso con el respeto de la diferencia cultural y religiosa, intentando superar el rechazo, principalmente de países islámicos, a la visión Occidental de la modernidad. En este mismo sentido de diálogo entre culturas lo han utilizado también Ziauddin Sardar, Etienne Le Roy o Christoph Eberhard.
Un tercer ámbito donde se ha pretendido desarrollar una cierta teorización al respecto es el de la arquitectura. En 2002 el Austrian Cultural Forum de Nueva York programó en 2002 la exposición: TransModernity. Austrian Architects. Y Marcos Novak, que codirigió con Paul Virilio entre 1998 y 2000 la Fondation Transarchitectures de Paris, ha potenciado la noción de transarquitectura como la arquitectura líquida del nuevo espacio virtual.

## Como proyecto
La transmodernidad es vista como un proyecto que va por fuera de la Modernidad y la Postmodernidad, es un proyecto paralelo que surgiría por fuera de Europa y de Estados Unidos. Así, la transmodernidad significa ver y analizar los fenómenos internacionales de manera mundial y por tanto más cercano a la realidad de cada sociedad, fomentando a la vez el diálogo intercultural simétrico, permitiendo que surja lo propio de cada cultura, es decir, fomentar el empoderamiento de las culturas no occidentales. La Transmodernidad es un proyecto nuevo de liberación de las víctimas de la Modernidad al entrar en diálogo con los proyectos de la Modernidad y Postmodernidad pero sobre todo tener el espacio para desarrollar las potencialidades alternativas de cada cultura.
El proyecto de transmodernidad propone la integración intercultural de los tres paradigmas culturales o cosmovisiones (premodernidad, modernidad y postmodernidad) para conformar la transmodernidad como nueva cosmovisión que va más allá de estas tres. Este proyecto interpreta al mundo por medio del consenso intersubjetivo, buscando la construcción participativa de proyectos. Además tiene una concepción constructivista del mundo, según la cual el mundo es lo que la gente quiera hacer de él, bajo la creencia de que "otro mundo es posible".

### Características políticas y sociales
La visión de los grupos sociales transmodernos es una visión sociocéntrica y biocéntrica del universo que están en busca de formas de vida comunitarias, colaborativas y en contacto directo con la naturaleza, se busca recuperar un sentido biológico de la existencia y del tiempo, vuelve a tener el carácter cíclico de la premodernidad.  El espacio recupera de nuevo una dimensión biológica, es decir, se crea un espacio en el que se vive y se transforma respetando pautas de armonía con la naturaleza. El espacio social pasa a ser el mundo, en forma de aldea global, gracias a la interconexión permanente en red con otras personas de ubicaciones geográficas tanto lejanas como cercanas, buscando seguir, por un lado, la premisa de la glocalización "piensa globalmente y actúa localmente", y por otro, actuando globalmente al coordinar las acciones locales mediante la comunicación tecnológica.
El proyecto transmoderno busca fomentar la solidaridad entre los grupos -no solo se busca el apoyo mutuo entre grupos sino también con otros seres vivos- lo que permite a los miembros de los grupos transmodernos alcanzar un estado de armonía o de satisfacción moral. En la actualidad, los grupos sociales transmodernos serían los identificados con la mayoría de los movimientos sociales alternativos, articulados globalmente en el Foro Social Mundial y entre los que destacan el movimiento pacifista, el ecologista, el feminista, el indígena, el campesino, el obrero, el humanista.
El origen del poder se encontraría en la voluntad colectiva de las personas, siendo los valores políticos más destacados: la participación en la transformación de la sociedad; la interculturalidad, la aceptación y la integración de elementos procedentes de diferentes culturas; la sostenibilidad, o el respeto de la naturaleza; la resiliencia o la capacidad de las organizaciones sociales de adaptarse a situaciones adversas; y la transparencia o el control ciudadano de las actividades políticas. La ideología política transmoderna dominante es lo que se denomina alternativismo o altermundismo, es decir, la ideología basada en la idea de que “otro mundo es posible” y de que los grupos sociales organizados como movimiento sociales alternativos pueden transformar el mundo.

### Características económicas
El sistema económico asociado con el proyecto transmoderno es el postcapitalismo, entendido como aquella forma de organización de un sistema socioeconómico caracterizado por la coexistencia del mercado con otros mecanismos, donde el mercado no necesariamente se configura como el dominante. En dicho sistema el sector económico más relevante es el llamado cuarto sector o sector no lucrativo, donde destacarían las empresas cooperativas, las empresas de inserción social, las fundaciones y las organizaciones no gubernamentales.
El conocimiento y la comunicación son los recursos productivos estratégicos para los transmodernos, en la medida en que les permite satisfacer sus necesidades tanto materiales como inmateriales. Mientras que las ocupaciones socialmente más prestigiosas son la de mediador intercultural o social, activista y community manager; siendo las principales formas de pago las monedas sociales o monedas locales emitidas por algún colectivo sin respaldo estatal y que se acepta como medio de pago en una determinada comunidad y las monedas virtuales.

## Transmodernidad vs Postmodernidad
La perspectiva transmoderna no es equivalente a la crítica posmodernista. La posmodernidad es una crítica eurócentrica al eurocentrismo. Reproduce todos los problemas de la modernidad/ colonialidad. Para Laclau y Mouffe (postmodernos), los procesos de formación de hegemonía se constituyen cuando a un sujeto particular se le imprime sentido, creando equivalencia con otros sujetos y a la vez, creando un enemigo común, formando así un bloque de poder contra-hegemónico donde un particular se convierte en representante universal de todas las formas de opresión.
La Transmodernidad no se encierra en el "pesimismo totalizante" de la posmodernidad, al contrario, reconoce los logros y avances del paradigma moderno, recupera los aportes transmodernos y rescata saberes ancestrales.
Un ejemplo de proceso hegemónico es el grito de "Viva Perón" . Este grito de "Viva Perón", a través del cual todos los oprimidos se identificarían, disuelve todas las demandas particulares, privilegiando un movimiento que hegemoniza el movimiento peronista contra el enemigo común. En el postmodernismo, la alteridad epistémica de los pueblos no-europeos no es reconocida. Se reconocen solamente las diferencias en el interior del horizonte de signficaciones de la cosmología y epistemología oocidental, es decir, no hay un afuera relativo al pensamiento occidental.
En la transmodernidad la construcción de un proyecto político es distinto. Un ejemplo es la forma que proponen los Zapatistas con la Otra Campaña. Los Zapatistas parten de la noción de los indígenas tojolabales del "andar preguntando". El "andar preguntando"  plantea una manera otra de hacer política. El "andar preguntando" está ligado al concepto tojolabal de democracia entendida como mandar obedeciendo donde el que manda obedece y el que obedece manda. Partiendo de esta cosmología "otra", los Zapatistas, con su marxismo tojolabaleño, comienzan la Otra Campaña desde el retaguardismo que va preguntando y escuchando, en luchar del vanguardismo que va predicando y convenciendo.
La idea de la Otra Campaña es que al final de un Diálogo Crítico Transmoderno con todo el pueblo mexicano se articule un programa de lucha, un universal concreto que incluya dentro de sí las demandas particulares de todos los sujetos y epistemes de todos los oprimidos del mundo. Esta forma es un Universal Otro de Walter Mignolo, donde la descolonización de la noción de universalidad occidental eurocentrada es una tarea central para hacer posible el lema Zapatista de construir "un mundo donde quepan otros mundos".